# Margarete Jahrmann
 (avril 2023).
Si vous disposez d'ouvrages ou d'articles de référence ou si vous connaissez des sites web de qualité traitant du thème abordé ici, merci de compléter l'article en donnant les références utiles à sa vérifiabilité et en les liant à la section « Notes et références ».
Margarete Jahrmann (née le 21 juin 1967 à Pinkafeld) est une artiste contemporaine autrichienne.

## Biographie
Jahrmann étudie à l'université des arts appliqués de Vienne et reçoit d'abord un poste d'enseignante pour les langages de programmation dans cette université. En 1999, elle est professeur invité pour les médias hybrides à l'université d'art et de design de Linz. De 2000 à 2006, elle est chargée de cours dans le département des nouveaux médias de l'université des Arts de Zurich. En 2011, elle a obtenu son doctorat du Planetary Collegium de l'université de Plymouth pour sa thèse Ludics for a Ludic Society.
Depuis septembre 2006, elle est chargée de cours dans la spécialisation IAD (Interaction Design) du programme Game Design à l'université des Arts de Zurich.
En tant qu'artiste, elle est principalement active dans les nouveaux médias. Entre autres, elle est cofondatrice du serveur d'art konsum.net et est impliquée dans de nombreux projets de réseaux et de jeux 3D.

## Publications
- (en) Margarete Jahrmann, Ludics for a Ludic Society. The Art and Politics of Play (thèse), University of Plymouth, 2011 (lire en ligne).
- (de + en) Margarete Jahrmann et Brigitte Felderer, Play and Prosume, Schleichende Werbung und schnelle Avantgarde. Technology Exchange and Flow, Nuremberg, Verlag für moderne Kunst, 2013 (ISBN 978-3-86984-411-4).
- (de) Margarete Jahrmann, « Die Raummaschine. Game Design – Forschung im Quellcode: Die "Zimmermann-Methode" », dans Natascha Adamowsky (dir.), Digitale Moderne. Die Modellwelten von Matthias Zimmermann, Munich, Hirmer Verlag, 2018 (ISBN 978-3-7774-2388-3), p. 126–149.